# Chongqingosaure
El chongqingosaure (Chungkingosaurus) és un gènere de dinosaure estegosàurid que va viure al Juràssic superior. Les seves restes fòssils es van trobar a la formació de Shaximiao superior, a la Xina.